# Natali Kossoumna Liba'a
Natali Kossoumna Liba'a est un géographe camerounais et professeur des universités. Il enseigne au département de géographie de l'Ecole Normale Supérieure de l'Université de Maroua.  Auteur de plusieurs ouvrages, il  est également spécialiste des questions de gestion des territoires ruraux et des ressources naturelles, de marginalités, de minorités ethniques et de pastoralisme. 

## Biographie
Natali Kossoumna Liba'a  né en 1973 au Cameroun est un Géographe et Professeur titulaire des Universités. Diplômé de l’Université Paul Valéry Montpellier III en France, il y a obtenu son  Doctorat de Géographie en 2008 et l' habilitation à diriger des recherches en 2014. Auteur de plusieurs publications scientifiques, il  est l'auteur de la théorie kossoumnienne du cycle de sédentarisation des nomades en zone soudano-sahélienne d'Afrique. Il a également écrit  un recueil de poèmes et de nouvelles satiriques intitulé  Les salauds. 

## Publications
- Ouvrages
- KOSSOUMNA LIBAA N., et NGUIFFO S. 2023. Foncier au Cameroun, l’urgence des réformes, Langaa Research & Publishing CIG, Mankon, Bamenda, 292 p.
- GANOTA B. BASKA TOUSSIA D. V. et KOSSOUMNA LIBAA N. (Eds). 2019. Eau et développement en milieu soudano-sahélien d’Afrique centrale : analyses environnementale, sanitaire et géopolitique, Editions Dinimber & Larimber, Yaoundé, Yaoundé, 317 p.
- KOSSOUMNA LIBA’A N., DILI PALAI C (Eds). 2018. Genre, savoirs et dynamique de développement au Cameroun : pour une valorisation des potentialités locales, Editions Schabel, Yaoundé, 260p.
- KOSSOUMNA LIBA’A N. 2017. La fin du nomadisme pastoral ? Crises des territoires d’élevage au Nord-Cameroun. Éditions Dinimber & Larimber, Yaoundé, 190p.
- KOSSOUMNA LIBA’A N., DJIANGOUE B., WANIE C. M (Eds). 2017. Risques et catastrophes en zone soudano-sahélienne du Cameroun : Aléas, Vulnérabilités et Résiliences, Editions Cheikh Anta Diop, Douala, 312p.
- WATANG ZIEBA F., KOSSOUMNA LIBA’A N., GONNE B (Eds). 2016. Pressions sur les territoires et les ressources naturelles au Nord-Cameroun : Enjeux environnementaux et sanitaires, CLE, Yaoundé, 285p.
- KOSSOUMNA LIBA’A N. 2014. Les salauds, Recueil de poèmes, Generis, Paris, 119 p.
- KOSSOUMNA LIBA’A N. 2014. Crises de la filière coton au Cameroun : fondements et stratégies d’adaptation des acteurs, Éditions CLE, Yaoundé, 426p.
- KOSSOUMNA LIBA’A N. 2012. Les éleveurs mbororo du Nord-Cameroun : Une vie et un élevage en mutation, Éditions de L’Harmattan, Paris, 272p.
- KOSSOUMNA LIBA’A N. 2012. Savoirs endogènes et gestion de la fertilité des sols : analyse à partir des paysans massa, guiziga et foulbé dans l’Extrême-Nord du Cameroun, Éditions Universitaires Européennes, Sarrebruck, 177p.
- Articles dans revues à comité de lecture
- PEWE KADIANG., AOUDOU DOUA S., KOSOUMNA LIBA A N. 2023. « Diversité floristique et usages des produits forestiers non ligneux d’origine végétale des ligneux exploités dans la commune de Ngong (Nord-Cameroun) », Revue scientifique thématique semestrielle Environnement et Dynamique des Sociétés, Université Abdou Moumini, N°009 de décembre 2023, Presse Universitaire de Niamey.
- ABDEL-AZIZ M. I., et KOSSOUMNA LIBA’A N. 2023. « Opportunités et difficultés du maraîchage dans la ville de N’Djaména au Tchad », in AUBRY Ch., et MARGETIC Ch. (dir.). Agricultures urbaines en Afrique subsaharienne francophone et à Madagascar, Presses Universitaires du Midi, pp. 229-240.
- KOSSOUMNA LIBAA N. 2023. « La théorie du cycle de sédentarisation des éleveurs nomades en zone soudano-sahélienne d’Afrique », in ASSAKO ASSAKO R. J. (Eds), Société Camerounaise de Géographie (SCG), Refondation de la géographie au Cameroun et en Afrique, Volume 1 : Ces nouveaux savoirs qui s’imposent, Actes du colloque tenu à l’Ecole Normale Supérieure de l’Université de Yaoundé, Cameroun, du 3 au 4 novembre 2022, Editions du Ngoun, pp. 371-398.
- DJIFITA MOUDSOU E., KOSSOUMNA LIBA’A N., GANOTA B. 2023. « Dégradation des ligneux et enjeux de séquestration du carbone en zone soudano-sahélienne : cas de la réserve forestière de Gaschiga, Nord-Cameroun », Revue Ivoirienne de Géographie des Savanes, N°2, Vol. 6.
- DJEUANI NKADJI J., KOSSOUMNA LIBAA N., DJIANGOUE B. 2023. « La pluriactivité : une condition de survie des artisans (sculpteurs sur bois, fondeurs de bronze et vanniers) fragilisés par la pandémie de covid-19 à Foumban (Ouest-Cameroun) », Revue Ivoirienne de Géographie des Savanes, N°1, Vol. 7.
- TOUSSOUMNA, E., SAIDOU BOGNO, D., KOSSOUMNA LIBA'A, N., et WATANG ZIÉBA, F. 2023. « Effets des variations des températures sur la pêche lacustre et fluviale dans la vallée du Logone à l'Extrême-Nord Cameroun », Revue Tunisienne de Géographie n°58.
- BETOLOUM Ph., MOUTEDE-MADJI V., FALNA T., KOSSOUMNA LIBA’A N., IDRISS HAMATKREO. 2022. « Les collectivités autonomes et le développement local au Tchad », Cahiers du foncier du Tchad, Vol 5 (1 et 2), juin-décembre 2022, pp. 153-202.
- HALIMASSIA E., KOSSOUMNA LIBA’A N., GANOTA B., BASKA TOUSSIA D. V., DJIBRILLA P., DZEUFACK DJOUMESSI G. A. 2022. « Apport des SIG à la caractérisation des paramètres physiographiques de contrôle de l’écoulement de surface dans trois sous-bassins versants des Monts Mandara (Extrême-Nord Cameroun) », Journal of Geomatics, Planning and Resources Management. N° 10, Vol. 2, déc. 2022.
- ABBA Adoum., KOSOUMNA LIBA A N., et WANIE CLARKSON MVO. 2022. « Déplaces internes et conflits fonciers dans les communautés d’accueil dans la plaine de Maga, Extrême-Nord », Cameroun, Revue scientifique thématique semestrielle Environnement et Dynamique des Sociétés, Université Abdou Moumini, N°007 de décembre 2022, Presse Universitaire de Niamey.
- ABDEL-AZIZ M. I., DENENODJI A., MOUTEDE-MADJI V., et KOSSOUMNA LIBA’A N. 2022. « Insécurité alimentaire en lien avec le Boko Haram dans la province du Lac (Tchad) », Revue de géographie du LARDYMES, Laboratoire de Recherche sur la Dynamique des Milieux et des Sociétés, Faculté des Sciences de l’Homme et de la Société, Université de Lomé, N°29, 16ème année, Décembre 2022, pp 1-13.
- MBUCKSEK BLAISE RINGNWI., DAÏKA A., TSEDEPNOU R., BON F. A., KOSSOUMNA LIBAA N. 2021. « Quantification and Forecasting of Cumulonimbus (Cb) Clouds Direction, Nebulosity and Occurrence With Autoregression Using 2018-2020 Dataset From Yaounde-Nsimalen », Research Square. Online https://doi.org/10.21203/rs.3.rs-1174494/v1.
- TOUSSOUMNA E., et KOSSOUMNA LIBA’A N. 2020. L’effort de pêche : une condition pour la résilience des pêcheurs sur l’île de Yabaï dans le lac de Maga au Cameroun, Revue Ivoirienne de Géographie des Savanes, N°8, juin 2020, pp. 161-175.
- SAIDOU BOGNO, D., et KOSSOUMNA LIBA’A N. 2020. « Influence de la production du charbon de bois sur la végétation ligneuse dans la périphérie Ouest du parc national de la Bénoué (Nord Cameroun) », Revue de philosophie, littérature et sciences humaines, Revue semestrielle N°014 juin 2020, pp. 416-436.
- OVONO NOGO B., NAJEM D., KOSSOUMNA LIBA’A N. 2019. « Evaluation of Flood Management Policies in the City of Yagoua (Far-North Region, Cameroon) », Journal of Geography and Earth Sciences, June 2019, Vol. 7, No. 1, pp. 33-44, p. 2334-2455 (Online) https://doi.org/10.15640/jges.v7n1a4
- KOSSOUMNA LIBA’A N. 2019. « L’accès des femmes au foncier dans l’Extrême-Nord du Cameroun : Entre persistance de la tradition et dynamiques socio-économiques », African Journal of Land Policy and Geospatial Sciences (AJL & GS), Issue N° 3 – Avril 2019, p. 1-20.
- DEZEU TCHINDA L., et KOSSOUMNA LIBA’A N. 2018. « Local Development in Cameroon: Comparative Analysis of the Development Committees of the Bangang Chieftaincy (West) and the Township of Meskine (Far North) », Saudi Journal of Humanities and Social Sciences (SJHSS), Scholars Middle East Publishers, Dubai, United Arab Emirates, ISSN 2415-6248 (Online), Website: http://scholarsmepub.com/
- KOSSOUMNA LIBA’A N., DUGUE P. 2018. “From Nomadism to the Lights of the City: The Attraction of Modernity Amongst Mbororo Breeders in North Cameroon”, African Journal of Social Sciences (AJOSS), Environmental and Social Science Research Centre, University of Buea, p.
- KOSSOUMNA LIBA’A N., LAOUMAYE M., NJOMAHA C. 2018. « Économie locale et développement des territoires : analyse à partir de la commune de Kaélé (Extrême-Nord, Cameroun) », In KOSSOUMNA LIBA’A N., DILI PALAI C (Eds). 2018. Genre, savoirs et dynamique de développement au Cameroun : pour une valorisation des potentialités locales, Editions Schabel, Yaoundé, 260 p.
- KOSSOUMNA LIBA’A N., et KAÏNARAMSOU D. 2017. « Érosion des berges du mayo kaliao : facteurs et types dans la ville de Maroua (Extrême-Nord, Cameroun) », In KOSSOUMNA LIBA’A N., DJIANGOUE B., WANIE C. M. 2017. Risques et catastrophes en zone soudano-sahélienne du Cameroun : Aléas, Vulnérabilités et Résiliences, Editions Cheikh Anta Diop, Douala, 312 p.
- KOSSOUMNA LIBA’A N., DAZOUE DONGUE G. P., BASKA TOUSSIA D. V., et KOULTCHOUMI B. 2017. « Crises humanitaire et risques de violences basées sur le genre : cas des déplacées et retournées dans le Logone et Chari (Extrême-Nord, Cameroun) », In KOSSOUMNA LIBA’A N., DJIANGOUE B., WANIE C. M. 2017. Risques et catastrophes en zone soudano-sahélienne du Cameroun : Aléas, Vulnérabilités et Résiliences, Editions Cheikh Anta Diop, Douala, 312 p.
- MBATBRAL N., et KOSSOUMNA LIBA’A N. 2017. « Gestion des déchets ménagers et catastrophes environnementales : cas de la ville de Sarh (Moyen-Chari, Tchad) », In KOSSOUMNA LIBA’A N., DJIANGOUE B., WANIE C. M. 2017. Risques et catastrophes en zone soudano-sahélienne du Cameroun : Aléas, Vulnérabilités et Résiliences, Editions Cheikh Anta Diop, Douala, 312 p.
- KOSSOUMNA LIBA’A N., DUGUE, P., 2017. Sédentarisation et diversification des activités économiques chez les éleveurs mbororo au Nord-Cameroun, Rhumsiki, Revue Scientifique de la Faculté des Lettres et Sciences Humaines de l’Université de Maroua, n°4, 1er semestre 2017, p. 173-188.
- KOSSOUMNA LIBA’A N. 2017. « Enquêter en situation d’insécurité. Faire du terrain en milieu pastoral peul Mbororo (Nord-Cameroun) », [en ligne] Cahiers Tchadiens des Sciences Humaines, Varia N°1|2017, disponible sur http://catchas.mmhs.univ-aix.fr.
- KOSSOUMNA LIBA’A N. 2016. « Prises d’otages et évolution des modes de vie et d’activités des éleveurs mbororo au Nord-Cameroun », Kaliao, Revue pluridisciplinaire de l’École Normale Supérieure de Maroua, Série Lettres et Sciences humaines, Volume 7, Numéro 14, Juin 2015, p. 7-26.
- TEWECHE A., et KOSSOUMNA LIBA’A N. 2016. « Crise cotonnière et stratégies de diversification par le soja et le niébé à Mokolo (Extrême-Nord, Cameroun) », In WATANG ZIEBA F., KOSSOUMNA LIBA’A N., GONNE B. 2016 (Eds). Pressions sur les territoires et les ressources naturelles au Nord-Cameroun : Enjeux environnementaux et sanitaires, CLE, Yaoundé, 285 p.
- KOSSOUMNA LIBA’A N. 2016. « Stratégies endogènes d’adaptation des éleveurs mbororo du Nord-Cameroun face aux crises climatiques actuelles », in GONNE B., et BRING (Eds), Climat et ruralité en zones soudaniennes et sahéliennes du Cameroun et du Tchad (Afrique centrale, CLE, Yaoundé, p. 191-216.
- DUGUE P., KOSSOUMNA LIBA’A N., DONGMO A-L., PARESYS L., BALARABE O. 2013. Du territoire d’activités au territoire d’acteurs : le cas de l’élevage dans la zone de savane du Nord-Cameroun, In CHARLERY DE LA MASSELIERE, B., THIBAUD B., DUVAT, V., (dir.), Dynamiques rurales dans les pays du Sud, l’enjeu territorial, Presse Universitaire du Mirail, Université Toulouse Le Mirail, p. 79-97.
- MFEWOU A. et KOSSOUMNA LIBA’A N. 2013. « Migrations et conflits fonciers dans le périmètre irrigué de Lagdo au Nord-Cameroun », Kaliao, Vol. 7, N°12, janvier 2013, Maroua, p. 24-41.
- KOSSOUMNA LIBA’A N. 2013. « Agriculture irriguée, diversification et sécurité alimentaire en zone cotonnière du Nord-Cameroun : cas des aménagements hydro-agricoles de Lagdo », Kaliao, Vol. 8, N°13, février 2013, Maroua, p. 52-71.
- KOSSOUMNA LIBA’A N. 2012. « Sédentarisation des éleveurs transhumants dans le Nord du Cameroun : évolution des conflits ruraux et de leurs modes de résolutions ». African Population Studies [APS], Vol 26, I (April 2012).
- DUGUE P., BALABARE O., OLINA J.P., KOSSOUMNA LIBA'A N. 2012. Agriculture de conservation, production fourragère et sécurité alimentaire. Le cas de l'introduction de Brachiaria ruziensis dans les systèmes de production de la zone des savanes du Cameroun. In DEYGOUT Ph., TREBOUX M., BONNET B (dir). Systèmes de production durables en zones sèches : quels enjeux pour la coopération au développement ? IRAM/AFD/MAEE, p. 93-101, [en ligne] www.diplomatie.gouv.fr.
- KOSSOUMNA LIBA’A N. 2011. « Processus, acteurs et performances dans les conventions locales et la gestion des ressources naturelles en zones soudano-sahéliennes d’Afrique sub-saharienne », Revue de l'Université de Moncton, Vol. 42, N° 1-2, 2011, p. 221-241.
- KOSSOUMNA LIBA’A N., DUGUE P., TORQUEBIAU E. 2011. « Éleveurs et agriculteurs du nord du Cameroun face à la violence et aux insécurités: entre adaptation et impuissance ». Cahiers de Géographie du Québec Vol. 55, N° 155, septembre 2011, Département de géographie, Université Laval, Québec, G1K 7P4. P. 175-195.
- KOSSOUMNA LIBA’A N., DUGUE P. 2010. « Transhumance et durabilité des systèmes de production des éleveurs en Afrique sub-humide : la sédentarisation des Mbororo du Nord Cameroun ». In THIBAUD B., FRANÇOIS A (Eds.). Systèmes de production et durabilité dans les pays du Sud. Paris : Karthala, p. 151-170.
- KOSSOUMNA LIBA’A N., DUGUE P., TORQUEBIAU E. 2010. « Sédentarisation des éleveurs mbororo et évolution de leurs systèmes de production au Nord Cameroun », Cahiers Agriculture, Vol. 19, N°1, Janvier-Février 2010.
- KOSSOUMNA LIBA’A N. 2009. « L’instabilité des marchés des céréales dans l’Extrême-Nord du Cameroun et ses conséquences sur la sécurité alimentaire des populations », Kaliao, Vol. 1. N°2 de Décembre 2009.
- KOSSOUMNA LIBA’A N., HAVARD M., 2006. « Mutations de la filière cotonnière dans les provinces septentrionales du Cameroun. Perception et stratégies paysannes ». Cahiers de Géographie du Québec, Vol 50, N° 139 avril 2006, Département de géographie, Université Laval, Québec, G1K 7P4. 36 p.
- KOSSOUMNA LIBA’A N. 2018. A review of initiatives towards recognising/securing the land tenure rights of communities in Northern Cameroon.